# Каличе Лигуре
Ка̀личе Лѝгуре (на италиански: Calice Ligure; на лигурски: Carxi, Каржи) е село и община в Северна Италия, провинция Савона, регион Лигурия. Разположено е на 70 m надморска височина. Населението на общината е 1675 души (към 2011 г.).